# 니코메디아 공방전
니코메디아 공방전은 1333년부터 1337년까지 니코메디아를 두고 동로마 제국과 오스만 베이국 간에 벌인 전투를 말한다.

## 배경
1299년부터, 새로 건국된 튀르크계 국가인 오스만 베이국은 느리지만 확실히 동로마 제국으로부터 영토를 빼앗고 있었다. 니케아의 상실은 동로마 제국과 그 흩어진 그리스계 후계국들의 최종 해체로 이어진 일련의 오스만 베이국의 팽창의 시작이었다.

## 공방전
1331년 니케아에서 동로마 제국이 패한 이후 니코메디아의 손실은 동로마인들에게 시간문제일 뿐이었다. 동로마 황제 안드로니코스 3세 팔레올로고스는 오스만 지도자인 오르한에게 뇌물을 주려 했으나 1337년 니코메디아가 공격을 받아 오스만 제국에게 함락되었다. 동로마 제국은 이 패배로부터 회복하지 못했다. 1396년까지 게르미얀 베이국에 포위되었던 필라델피아를 제외하고, 마지막 아나톨리아 거점인 동로마 제국은 무너졌다.

## 여파
니코메디아를 잃은 후, 동로마 제국의 상황은 계속 유지될 수 없었다. 1096년의 동로마 ㅍ제국과 달리, 비잔티움 제국은 현재 펠로폰네소스반도의 몇몇 도시들을 제외하고는 거의 영토를 소유하지 않았다. 인접국인 세르비아와 불가리아가 서쪽으로부터 국경을 압박하고 오스만 제국이 동쪽에 대한 지배권을 하면서 제국은 궁지에 몰렸다. 더욱이, 알렉산드리아 정복 이후 오랫동안 그레코 로만 세계에서 니코메디아에 대한 이 오랜 역사는, 로마 역사상 디오클레티아누스의 첫 동부 법정을 포함하여, 그리스 동부에서 콘스탄티노폴리스를 끝으로 막을 내렸다.

## 같이 보기
- 니코메디아
- 동로마 제국
- 오스만 베이국
- 오르한 1세

## 참조
- R.G. Grant, Battle: A Visual Journey Through 5,000 Years of Combat, Dorling Kindersley Publishers Ltd, 2005. ISBN 0-7566-1360-4